# Анезе (Венеција)
Анезе (итал. Anese) је насеље у Италији у округу Венеција, региону Венето.
Према процени из 2011. у насељу је живело 24 становника. Насеље се налази на надморској висини од 13 м.